# Camposolillo
Camposolillo es una localidad española perteneciente al municipio de Puebla de Lillo, en la comarca de la montaña oriental de la provincia de León, comunidad autónoma de Castilla y León. Se despobló como consecuencia de la construcción del embalse del Porma en 1968. Los pueblos del antiguo municipio de Vegamián (Armada, Campillo, Lodares, Quintanilla, Ferreras y el propio Vegamián), quedaron totalmente inundados y Utrero y Camposolillo, fueron expropiados pero no sumergidos.

## Geografía física
El pueblo contaba con terreno llano de buena calidad y monte pizarroso y árido. En su término se hallaban los montes de Barbadillo, Pandote, Costravalle y el cerro Valberante que proporcionaban madera para la construcción y combustible para el consumo. Por el sur se elevaba una pequeña roca llamada Castildoruz donde, según se dice, se descubrieron los vestigios de un antiguo castillejo.

### Ubicación
Está situado en la margen derecha del río Porma, a una altitud de 1.100 m s. n. m. Sus límites son Lillo y Redipollos al norte, Sancibrián al este, Armada al sur, Quintanilla y Rucayo al oeste y al sur con el actual municipio de Boñar.

Camposolillo estaba dividido por la calle pirincipal -Calle Real-, en dos barrios: el llamado Barrio de Arriba, formado por las casas situadas en la parte derecha del pueblo (dirección sur), que incluía la llamada Vega Cimera y el Barrio de Abajo, en la parte izquierda, más cercano al cauce del río Porma, y que comprendía las casas situadas en el camino de Sancibrián, y la conocida como Vega Bajera. El pueblo sigue el declive de la cuesta

### Hidrografía
Las aguas del río Porma se utilizaban por medio de un canal, para el consumo del pueblo -la "Presa" que atravesaba el pueblo-, y para riego de la vega inmediata. Este río movía cuatro molinos harineros. Contaban además en el invierno con dos arroyos descendientes del monte Pandote que desaguaban en el río Porma.

## Historia
Siglo XIX
En el siglo XIX Pascual Madoz en su Diccionario Geográfico lo describe con el nombre de Campo Solillo como lugar del Ayuntamiento de Lillo, partido judicial de Riaño. Pertenecía a la diócesis de León; audiencia territorial y capitanía general de Valladolid. Tenía 22 casas, algunas con soportales y una iglesia parroquial consagrada a Santo Tomás Apóstol matriz de San Ciprián. Tuvo además dos ermitas que en estos años ya estaban desaparecidas: Nuestra Señora de Barbadillo y San Lorenzo; esta última perteneció a un antiguo despoblado conocido como Namón. El cementerio estaba en lugar ventilado. Tenía escuela de primeras letras para ambos sexos. Sus caminos eran locales excepto el de Boñar. Recibían la correspondencia de Lillo los sábados y salía los miércoles. Producía hortalizas, lino, trigo, cebada, centeno, linaza y habas; había cría de ganado vacuno, lanar, caballar y de cerda y también caza y pesca. Su industria consistía en una mina de carbón situada al sur de la población ("Abandonada"), casi en el límite con el vecino municipio de Vegamián, agricultura y  molinos harineros.
Siglo XX
El 2 de septiembre de 1948 fallecieron once trabajadores en la mina Abandonada, como consecuencia de una explosión de grisú.
En las labores de auxilio participaron efectivos de la Brigada de Salvamento de Hulleras de Sabero (creada en 1931 y extinguida en 1991).
En este suceso fallecieron los mineros:
- Fernando Demetrio Rodríguez Méndez, hermano de Sóstenes, de Camposolillo.
- Luis Larrea Martínez, vigilante de la mina, nacido en Barruelo de Santullán (Palencia), el 17/04/1899. Luis Larrea tenía esposa (Antonia Morán Herrero, con la que se casó en Cistierna el 02/03/1927), y 8 hijos, de 18 años la mayor y de 2 el menor en el momento del suceso viviendo en Camposolillo, -donde él mismo residía-, y que más tarde se fueron a vivir a Boñar. Tenía dos hermanos, Román (n.1896), y Ángela (n. 1902).
- Ildefonso González García, y Jesús González García, vecinos de Armada, nacidos ambos en Cerezales del Condado, y que eran hijos de los caseros que tenía entonces Martín, llamados Mamerto González y Adelaida García. Tenían otra hija (Otilia).
- Antonio Fernández González, nacido en Redipollos
- Rafael Alonso Fernández, de Vegamián
- Federico González González, asturiano de Moreda de Aller, hijo de Ovidio y Herminia, residente en Cofiñal. En el BOE nº 54 de 1950 se concede indemnización por su fallecimiento. Allí se detalla que trabajaba al servicio de Hulleras del Norte, S.A.
- Andrés Bayón Alonso, de Cofiñal
- José García Alonso, de Redipollos
- Luis Collado Alonso, de Vidanes, Cistierna
- Bienvenido García Fernández, de Valdecastillo

Los cuatro primeros están enterrados en el cementerio de Camposolillo.
Los componentes de la Brigada de Salvamento de Hulleras de Sabero que intervinieron en el operativo de rescate fueron los siguientes:
- Casimiro García Sánchez
- Máximo Rebollar García
- Luciano Coto Alpériz
- Juan José González Fernández
- Ángel López Sánchez
- Agapito Martínez Bances
- Raimundo Rodríguez Baños
- Raimundo Prieto
- Hipólito Reyero

En 1968 se inauguró el embalse del Porma cuyas aguas se destinaron a regadío además de asumir la función de regulación de aguas fluviales evitando las riadas. A consecuencia de la construcción del embalse desapareció el municipio de Vegamián y sus pueblos Armada, Campillo, Lodares, Quintanilla y Ferreras, inundados completamente y Utrero y Camposolillo, expropiados pero no sumergidos. Todos ellos "aprobaron" sus disoluciones durante el verano de 1967.
Vegamián quedó incorporado al municipio de Boñar, siete kilómetros aguas abajo del Río Porma, según el Decreto 970/1967, publicado en el Boletín Oficial del Estado número 111, de 10 de mayo de 1967.
En diciembre de 1994 se presentó un proyecto de recuperación del caserío de Camposolillo a cuenta de CC.OO. de Valladolid y del INEM, que sólo llegó a concretarse en algunas construcciones. El plan estaba basado en uno anterior aplicado en el deshabitado de Morillo de Tous (Huesca), de 1985. Se trataba de un ambicioso plan en el que, además de la recuperación de las viviendas, convirtiera la Calle Real en un camino peatonal. En el verano de 1997, muchos jóvenes acudieron al campo de trabajo, pero sólo se llegaron a recuperar unas pocas viviendas. El director de la Escuela-Taller era Diego Segura. La CHD hizo la correspondiente cesión a CC.OO. de Valladolid por espacio de 100 años. La idea era restaurar nuevas casas, ofrecerselas a la gente joven que se quisiera asentar en aquel valle, y si permanecían cinco años en ellas y promovían un proyecto, pasaban a ser de su titularidad. El resultado es que no se proveyeron los fondos necesarios, y el proyecto quedó en vía muerta.
En 1999, la cárnica Valles del Esla se instaló a la entrada del pueblo, cerca de Vega Namón, ocupando 900 ha de pastos públicos. El proyecto quedó abandonado en 2018.
Desde 2004, los antiguos vecinos y descendientes del pueblo se reúnen en el pueblo cada mes de agosto, en encuentro organizado por la Asociación Oriundos de Camposolillo.